# Renald II de Nevers
Renald II de Nevers, (1055 - 5 d'agost de 1089) fou comte de Nevers (1079-1089), fill gran del comte Guillem I de Nevers, que ho fou alhora d'Auxerre i de Tonnerre, i d'Ermengarda de Tonnerre. Va rebre el comtat de Nevers del seu pare (que va conservar Auxerre i Tonnerre) i va morir el 1089 deixant el comtat al seu fill Guillem II. Es va casar en primeres noces amb Ida Ramona de Forez, i va tenir Ermengarda, casada a Miló de Courtenay. Es va casar en segones noces amb Agnès de Beaugency, i va tenir Guillem II (1083 - 1148)